# Campionati del mondo di ciclismo su pista juniors 2019
I Campionati del mondo di ciclismo su pista juniors 2019 sono stati disputati a Francoforte sull'Oder, in Germania, tra il 14 e il 18 agosto 2019.

## Medagliere
| Pos.   | Nazione       | Oro | Argento | Bronzo | Totale |
| ------ | ------------- | --- | ------- | ------ | ------ |
| 1      | Germania      | 5   | 4       | 0      | 9      |
| 2      | Nuova Zelanda | 3   | 1       | 0      | 4      |
| 3      | Grecia        | 2   | 0       | 0      | 2      |
| 3      | Stati Uniti   | 2   | 0       | 0      | 2      |
| 5      | Australia     | 1   | 4       | 0      | 5      |
| 6      | Francia       | 1   | 2       | 1      | 4      |
| 7      | Russia        | 1   | 1       | 2      | 4      |
| 8      | India         | 1   | 1       | 1      | 3      |
| 8      | Italia        | 1   | 1       | 1      | 3      |
| 8      | Cina          | 1   | 0       | 0      | 1      |
| 8      | Danimarca     | 1   | 0       | 0      | 1      |
| 8      | Giappone      | 1   | 0       | 0      | 1      |
| 13     | Gran Bretagna | 0   | 2       | 6      | 8      |
| 14     | Polonia       | 0   | 1       | 2      | 3      |
| 15     | Cile          | 0   | 1       | 1      | 2      |
| 15     | Paesi Bassi   | 0   | 1       | 1      | 2      |
| 17     | Colombia      | 0   | 1       | 0      | 1      |
| 18     | Canada        | 0   | 0       | 1      | 1      |
| 18     | Irlanda       | 0   | 0       | 1      | 1      |
| 18     | Messico       | 0   | 0       | 1      | 1      |
| 18     | Corea del Sud | 0   | 0       | 1      | 1      |
| 18     | Spagna        | 0   | 0       | 1      | 1      |
| Totale | Totale        | 20  | 20      | 20     | 60     |

## Risultati
| Eventi                   | Oro                                                                                             | Tempo    | Argento                                                                      | Tempo    | Bronzo                                                                | Tempo    |
| Uomini                   |                                                                                                 |          |                                                                              |          |                                                                       |          |
| Chilometro a cronometro  | Tobias Buck-Gramcko Germania                                                                    | 1'01"328 | Daan Kool Paesi Bassi                                                        | 1'01"622 | Matteo Bianchi Italia                                                 | 1'02"068 |
| Keirin                   | Konstantinos Livanos Grecia                                                                     |          | Sam Gallagher Australia                                                      |          | Esow Esow India                                                       |          |
| Velocità                 | Konstantinos Livanos Grecia                                                                     |          | Esow Esow India                                                              |          | Daan Kool Paesi Bassi                                                 |          |
| Velocità a squadre       | India Rojit Singh Yanglem Esow Esow Ronaldo Laitonjam Jemsh Singh Keithellakpam                 | 44"625   | Australia John Trovas Carlos Carisimo Sam Gallagher                          | 44"681   | Gran Bretagna James Bunting Matti Egglestone Rhys Thomas              | 45"009   |
| Inseguimento individuale | Tobias Buck-Gramcko Germania                                                                    | 3'09"926 | Nicolas Heinrich Germania                                                    | 3'11"648 | Tristan Jussaume Canada                                               | 3'18"258 |
| Inseguimento a squadre   | Germania Tobias Buck-Gramcko Hannes Wilksch Pierre-Pascal Keup Nicolas Heinrich Moritz Kretschy | 3'58"793 | Francia Kévin Vauquelin Antonin Corvaisier Clément Petit Florian Pardon      | 3'59"543 | Russia Ivan Novolodskij Vlas Šičkin Il'ja Ščegol'kov Egor Igošev      | 3'59"955 |
| Americana                | Nuova Zelanda Laurence Pithie Kiaan Watts                                                       | 49 pt    | Germania Tim Torn Teutenberg Hannes Wilksch                                  | 35 pt    | Francia Clement Petit Kévin Vauquelin                                 | 17 pt    |
| Corsa a punti            | Vlas Šičkin Russia                                                                              | 62 pt    | Kévin Vauquelin Francia                                                      | 51 pt    | Raúl García Pierna Spagna                                             | 51 pt    |
| Scratch                  | Benjamin Hertz Danimarca                                                                        |          | Anderson Arboleda Colombia                                                   |          | Jacob Decar Cile                                                      |          |
| Omnium                   | Laurence Pithie Nuova Zelanda                                                                   | 114 pt   | Graeme Frislie Australia                                                     | 108 pt   | Park Young-kyun Corea del Sud                                         | 98 pt    |
| Donne                    |                                                                                                 |          |                                                                              |          |                                                                       |          |
| 500 metri a cronometro   | Taky Marie-Divine Kouamé Francia                                                                | 34"868   | Alessa Pröpster Germania                                                     | 34"987   | Emma Finucane Gran Bretagna                                           | 35"264   |
| Keirin                   | Alessa Pröpster Germania                                                                        |          | Ella Sibley Australia                                                        |          | Nikola Seremak Polonia                                                |          |
| Velocità                 | Alessa Pröpster Germania                                                                        |          | Nikola Seremak Polonia                                                       |          | Emma Finucane Gran Bretagna                                           |          |
| Velocità a squadre       | Cina Fan Bingbing Luo Jing Sun Jingye                                                           | 34"146   | Germania Alessa Pröpster Christina Sperlich Katharina Albers                 | 34"640   | Polonia Nikola Seremak Nikola Wielowska                               | 34"663   |
| Inseguimento individuale | Ally Wollaston Nuova Zelanda                                                                    | 2'18"900 | Elynor Bäckstedt Gran Bretagna                                               | 2'19"078 | Lara Gillespie Irlanda                                                | 2'21"193 |
| Inseguimento a squadre   | Italia Giorgia Catarzi Camilla Alessio Eleonora Gasparrini Sofia Collinelli Matilde Vitillo     | 4'26"060 | Nuova Zelanda Emily Paterson McKenzie Milne Ally Wollaston Samantha Donnelly | 4'26"067 | Gran Bretagna Elynor Bäckstedt Sophie Lewis Eluned King Ella Barnwell | 4'27"853 |
| Corsa a punti            | Tsuyaka Uchino Giappone                                                                         | 41 pt    | Valerija Goljaeva Russia                                                     | 27 pt    | Yareli Acevedo Messico                                                | 25 pt    |
| Scratch                  | Ella Sibley Australia                                                                           |          | Catalina Soto Cile                                                           |          | Ella Barnwell Gran Bretagna                                           |          |
| Americana                | Stati Uniti Zoe Ta-Perez Megan Jastrab                                                          | 31 pt    | Gran Bretagna Sophie Lewis Elynor Bäckstedt                                  | 15 pt    | Russia Valerija Goljaeva Marija Miljaeva                              | 14 pt    |
| Omnium                   | Megan Jastrab Stati Uniti                                                                       | 118 pt   | Eleonora Gasparrini Italia                                                   | 114 pt   | Ella Barnwell Gran Bretagna                                           | 110 pt   |

I corridori in corsivo hanno gareggiato solo nelle fasi precedenti alla finale.